# Henrik Old
Henrik James Frits Old (20. juni 1947 i Vágur) er en færøsk fiskeskipper og politiker (Javnaðarflokkurin). Henrik Old arbejdede som sømand fra 1964 og skipper fra 1967. I 2009 var han kandidat til formandsposten i fagforeningen Føroya Fiskimannafelag, men tabte mod den siddende formand, Jan Højgaard. Han blev valgt til samfærdselsminister den 15. september 2015 i Aksel V. Johannesens regering.

## Politisk karriere
Han er nuværende lagtingsmedlem, blev valgt ind på fra Suðuroy for første gang i 1984 og sad indtil 2008. Han valgte ikke at stille op til 2008. Ved 2004 blev han ikke valgt ind direkte, men han mødte fast som vicemedlem for Jóannes Eidesgaard, som af landsstýret blev valgt til lagmand.  Ved 2011 stillede han op igen og blev genvalgt. Han blev også valgt ved lagtingsvalget 2015 og den 15. september 2015 blev han valgt til trafikminister i Aksel V. Johannesens regering. Det var første gang at han blev minister.

### Politisk arbejde med tunneler
Old har udtalt, at han gået meget ind for at bygge tunneler, for at det skal være nemmere for folk at rejse fra den ene del af landet til en anden. Under hans ministertid blev arbejdet med at bygge Eysturoyartunnilin påbegyndt i slutningen af 2016. Efter planen skal arbejdet med at bygge Sandoyartunnilin gå i gang i 2018. Forberedelerne gik i gang i 2017. Efter planen skal selve borearbejdet til Sandoyartunnilin gå i gang, når borearbejdet med Eysturoyartunnilin er overstået. I 2016 anmodede Old det færøske vejdirektorat, Landsverk, om at undersøge, hvordan man bedst kunne bygge en undersøisk tunnel til hans hjemmeø, Suðuroy. hvordan man bedst kunne bygge en undersøisk tunnel til Suðuroy og gå i gang med forundersøgelser. Den 4. september 2017 var Landsverk klar med svaret til Henrik Old. Der blev holdt et informationsmøde på gymnasiet på Suðuroy, hvor repræsentanter fra Landsverk fortalte om deres foreløbige planer. De mente, at det var bedst at bygge forbindelsen mellem Sandoy og Suðuroy som to undersøiske tunneler på henholdsvis 9 og 17,2 km, hvor den ene på 9 km ville forbinde Sandur på Sandoy med Skúvoy, som er en af de små øer, der ligger imellem Sandoy og Suðuroy. Lagtinget har dog ikke besluttet endnu, om eller hvornår Suðuroyartunnilin skal bygges. Old har påpeget, at færgen skal skiftes ud omkring 2030, og at prisen for at bygge en ny færge er ca. en tredjedel af prisen for at bygge undersøiske tunneler til Suðuroy, og man vil også spare mindst 20 millioner om året i forskellen mellem driftsomkostningerne af færgerne Smyril og Sildberin (Skúvoy-færgen) og vedligeholdsudgifter til tunnelerne.

### Lagtingsudvalg
- 1991 - 1992 Formand for lagtingets fiskeriudvalg.
- 1994 - 1995 Formand for lagtingets fiskeriudvalg.
- 1995 - ? Formand for lagtingets erhvervsudvalg.

### Medlem af Vestnordisk Råd
- 2012-2015 Medlem af Vestnordisk Råd.
- 2010 - 2011 Formand for Vestnordisk Råd.
- 2005 - 2006 Formand for Vestnordisk Råd.
- 1991 - 1992 Formand for Vestnordisk Råd.